# 秋田県道127号駒ケ岳線
秋田県道127号駒ケ岳線（あきたけんどう127ごう こまがたけせん）は秋田県仙北市を通る一般県道である。

## 概要
秋田駒ケ岳の八合目から西方向に山を下り、秋田県道194号西山生保内線の合流点まで勾配があるワインディングロードが続く。この区間は冬季閉鎖区間で夏季（期日指定）も車両規制区間が設定されている。
県道194号と合流して左折するとすぐに田沢湖スキー場があり、道は南西方向に進んで国道341号交点に至る。
県道194号方向へ進むと乳頭温泉郷がある。

### 路線データ
- 総延長 : 13.725 km[2]
- 実延長 : 13.725 km[2]
- 起点 : 秋田県仙北市田沢湖生保内字駒ヶ岳外四国有林52林班（八合目小屋前）[3]北緯39度46分4.06秒 東経140度48分24.92秒
- 終点 : 秋田県仙北市田沢湖生保内字小先達69番1（国道341号・秋田県道38号交点、小先達交差点）[3]北緯39度44分23.65秒 東経140度43分0秒
- 未供用区間 : なし[2]

## 歴史
- 1963年（昭和38年）5月16日 - 秋田県道に認定される[3]。

## 路線状況

### 重複区間
- 秋田県道194号西山生保内線（仙北市田沢湖生保内字駒ヶ岳・交点 - 仙北市田沢湖生保内字小先達・終点）

### 冬期閉鎖区間
- 区間 : 仙北市田沢湖駒ケ岳八合目 - 仙北市田沢湖黒森[4]
  - 期日 : 11月初旬 - 5月[5]

### 交通不能区間
- なし[6]

### マイカー規制
- 区間 : 仙北市田沢湖駒ケ岳八合目 - 仙北市田沢湖黒森[4][7]
- 期間 : 6月 - 10月の土曜・休日と、6月21日 - 8月19日の毎日
- 規制対象 : 全車両（自転車を含む）
- 規制対象の例外 : バス（定員11名以上）、タクシー・ハイヤー、許可車両（ただし、ホイールベース5m以上を除く）
  - 通行方法 : 高原温泉と駒ヶ岳八合目間で運行する定期バスの後方について通行する。
- 定期バスへの乗り換え : 「アルパこまくさ駐車場」「高原駐車場」で乗り換え[8]

## 地理

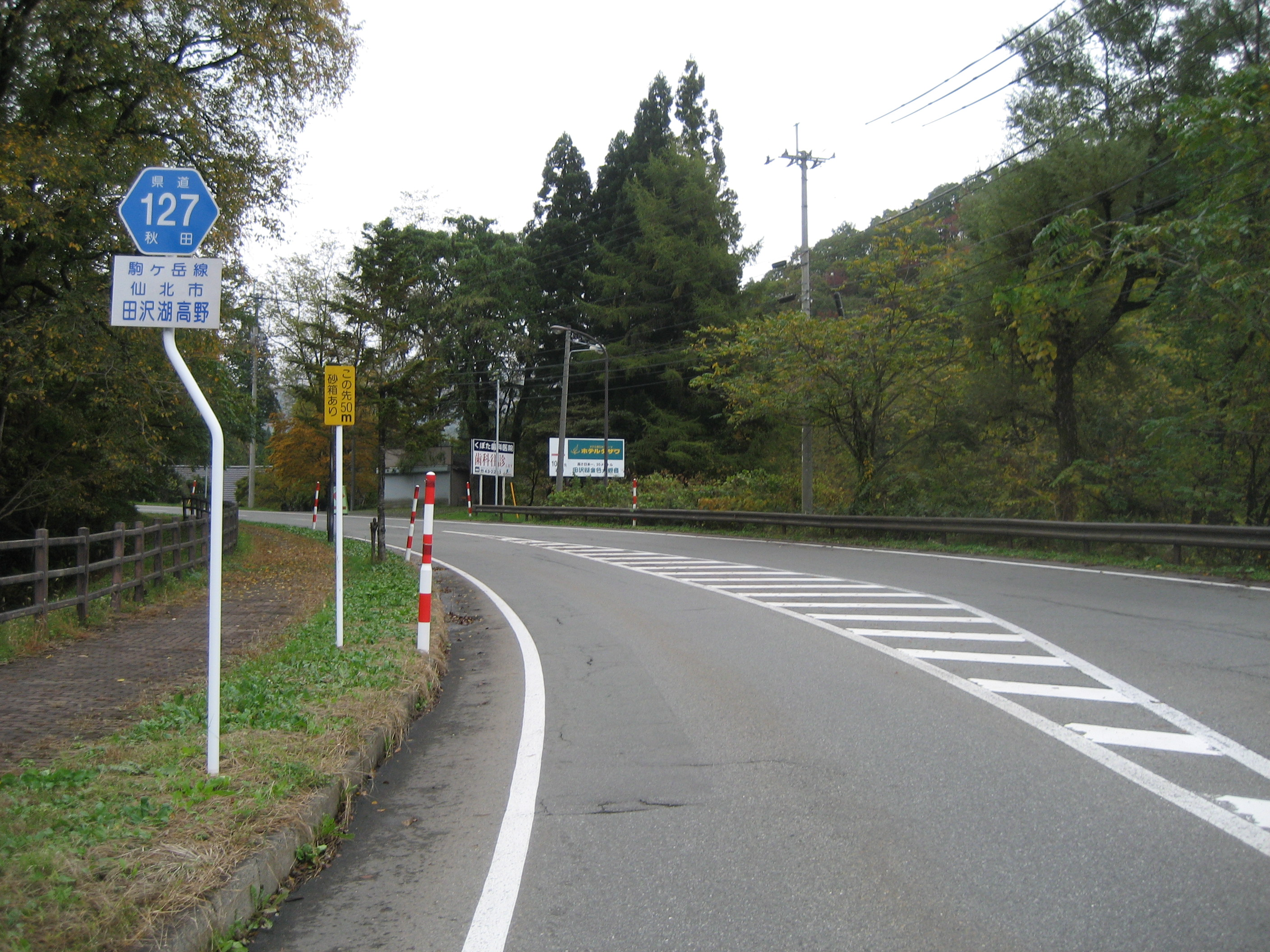
仙北市田沢湖高野付近

### 交差する道路
| 施設名       | 接続路線名                         | 備考               | 所在地                                                             |
| ------------ | ---------------------------------- | ------------------ | ------------------------------------------------------------------ |
|              |                                    | 起点               | 仙北市田沢湖生保内字駒ヶ岳外四国有林                               |
|              | 秋田県道194号西山生保内線          |                    | 仙北市田沢湖生保内字駒ヶ岳北緯39度46分11.16秒 東経140度45分49.84秒 |
| 小先達交差点 | 国道341号 秋田県道38号田沢湖西木線 | 終点 県道194号終点 | 仙北市田沢湖生保内字小先達                                         |

### 沿線の施設など
- 秋田駒ケ岳
- 田沢湖スキー場
- 水沢温泉郷

秋田県道194号西山生保内線を経由
- 田沢湖高原温泉郷
- 乳頭温泉郷
  - 鶴の湯温泉
  - 妙乃湯温泉
  - 大釜温泉
  - 蟹場温泉
  - 黒湯温泉
  - 孫六温泉